# Los Llanitos, Teopisca
Los Llanitos är en ort i Mexiko.   Den ligger i kommunen Teopisca och delstaten Chiapas, i den sydöstra delen av landet, 800 km öster om huvudstaden Mexico City. Los Llanitos ligger 1 015 meter över havet och antalet invånare är 365.
Terrängen runt Los Llanitos är kuperad åt sydväst, men åt nordost är den bergig. Runt Los Llanitos är det ganska glesbefolkat, med 36 invånare per kvadratkilometer. Närmaste större samhälle är Venustiano Carranza, 17,9 km söder om Los Llanitos. Omgivningarna runt Los Llanitos är en mosaik av jordbruksmark och naturlig växtlighet.